# Копані (Золочівський район)
Копа́ні — село в Україні, у Золочівському районі Львівської області. Населення становить 269 осіб. Колишній орган місцевого самоврядування - Єлиховицька сільська рада.

## Галерея

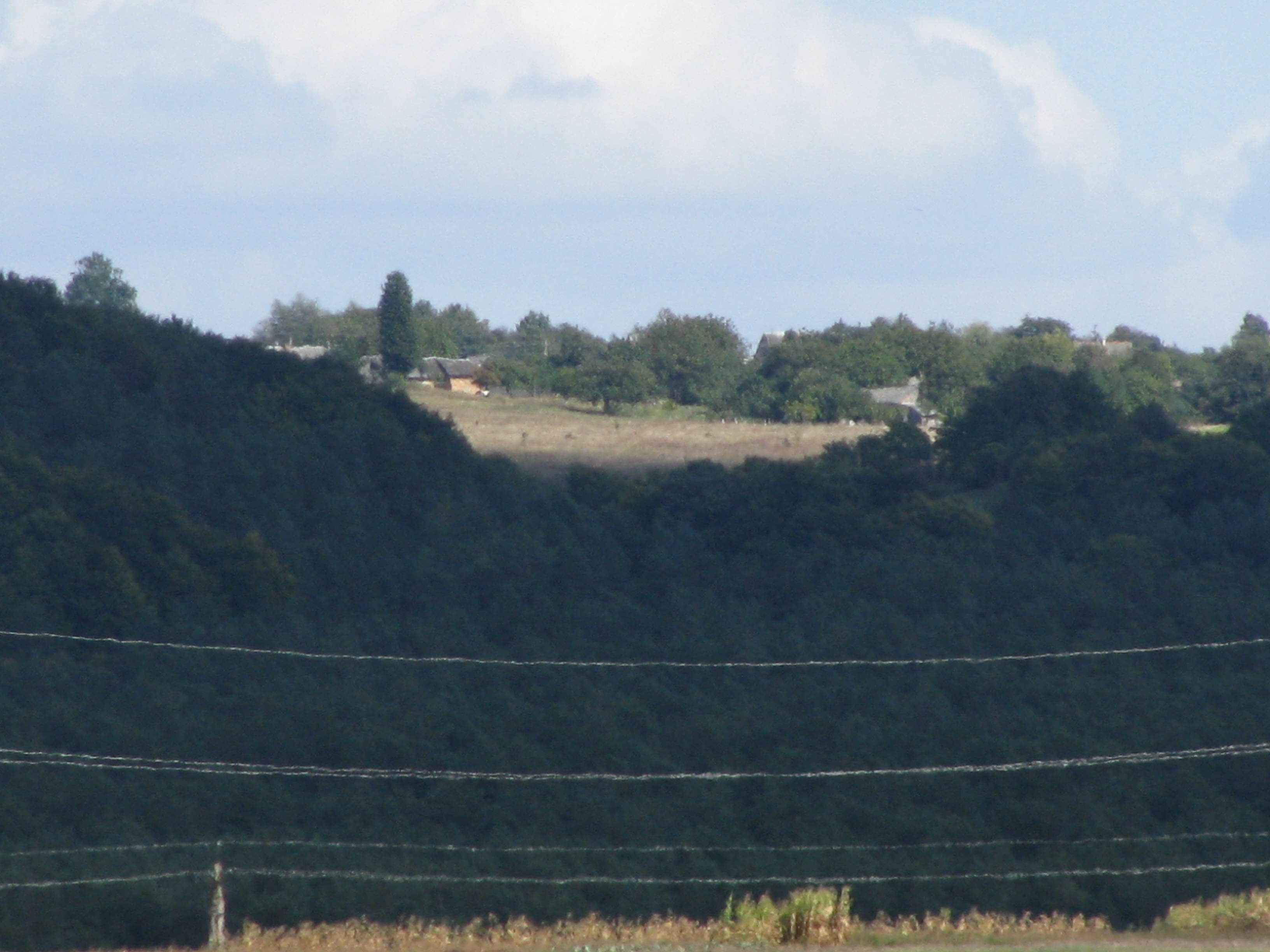
Панорама Копанів зі сторони Зозулів

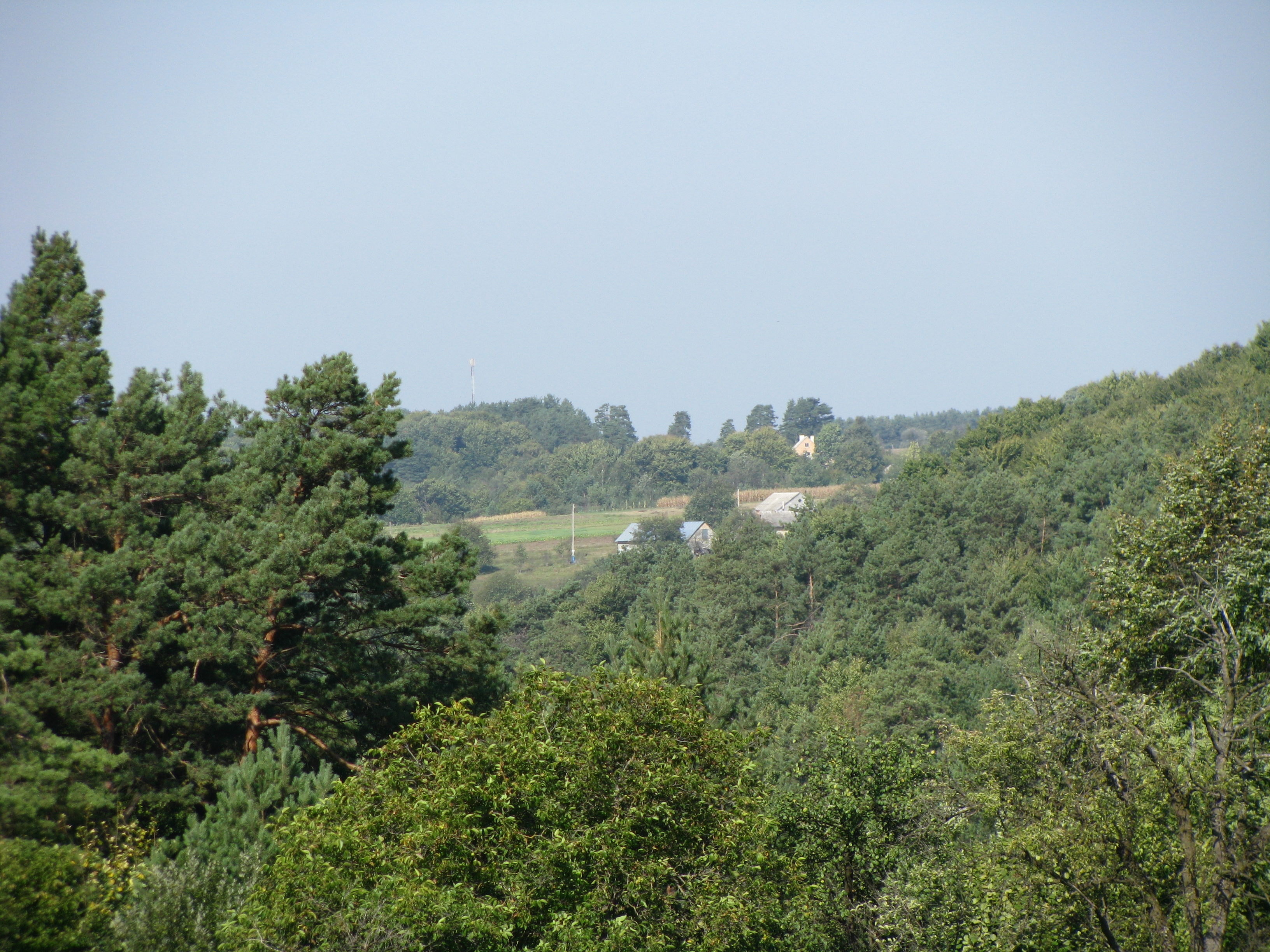
Панорама Копанів зі сторони Монастирка

| Україна | Це незавершена стаття з географії України. Ви можете допомогти проєкту, виправивши або дописавши її. |